# Misetus oculatus
Misetus oculatus är en stekelart som beskrevs av Wesmael 1845. Misetus oculatus ingår i släktet Misetus och familjen brokparasitsteklar. Arten är reproducerande i Sverige. Inga underarter finns listade i Catalogue of Life.